# Wilhelm Boger
Wilhelm Friedrich Boger (Zuffenhausen, 19 dicembre 1906 – Bietigheim-Bissingen, 3 aprile 1977) è stato un militare tedesco.
Conosciuto come "La Tigre di Auschwitz", fu un carceriere nel campo di concentramento di Auschwitz e un criminale di guerra nazista. È ritenuto uno dei principali carnefici di Auschwitz, insieme al suo ufficiale superiore, il capo della Gestapo, Maximilian Grabner.

## Biografia

### Primi anni
Nato a Stoccarda, Boger aderì alla Hitlerjugend in giovane età. Nel 1925 ottenne un impiego a Stoccarda e aderì al Partito Nazista nel 1929. Fu ammesso al servizio ausiliario delle SS a Friedrichshafen dopo aver perso il lavoro nel 1932. Frequentò la scuola di polizia nel biennio 1936-37 e divenne commissario politico nel 1937.

### Seconda guerra mondiale
Allo scoppio delle ostilità fu trasferito a Zichenau. Fu assunto come capo dell'ufficio di polizia di frontiera di Ostrolenka tre settimane dopo. Nel 1940 si unì alla Seconda riserva ingegneri e polizia delle SS con base a Dresda, da dove fu spedito al fronte e ferito nel 1942. Nove mesi dopo fu trasferito ad Auschwitz, come sottotenente (Untersturmführer) nella sezione politica (Politische Abteilung). Fu rappresentante del RSHA nel campo. I suoi compiti principali erano tenere in ordine il campo e compilare le liste dei prigionieri, smistando i detenuti e mantenendolo sicuro da eventuali movimenti di resistenza interni. Fu inoltre addetto agli interrogatori, che conduceva con inumana crudeltà (inventò infatti lo strumento di tortura chiamato l'"altalena di Boger").

### Dopoguerra
I suoi crimini nell'ufficio politico continuarono fino alla liberazione di Auschwitz, avvenuta nel gennaio del 1945. In seguito fu arrestato nel 1946 e avrebbe dovuto essere estradato in Polonia per il processo, ma riuscì a fuggire nello stesso anno. Nel 1948 visse a Crailsheim e due anni dopo aveva ottenuto un lavoro in una fabbrica di aeroplani a Stoccarda. Nel 1959 fu nuovamente arrestato e accusato dei crimini di guerra commessi ad Auschwitz. Il 20 agosto del 1965 si svolse il processo a Francoforte e, in seguito alla testimonianza di diversi testimoni oculari, fu condannato all'ergastolo. Morì in prigione a Bietigheim-Bissingen, Baden-Württemberg, Germania il 3 aprile 1977, 19 anni dopo il suo arresto.